# Asteroide damocloide
Els damocloides són planetes menors com el (5335) Dàmocles i el 1996 PW que tenen família Halley o tenen òrbites de llarg període i molt excèntriques típiques de cometes periòdics com el Cometa de Halley, però sense presentar la coma del cometes o cua. Els damocloides es creu que són nuclis de cometa del tipus del Halley que han perdut els seus materials volàtils per desgasificació i han passat a ser cometes extints. Es creu que aquests cometes s'han originat en el Núvol d'Oort. El seu radi mitjà és de 8 quilòmetres assumint una albedo astronòmic de 0,04. Els damocloides estan entre els objectes més foscos del sistema solar. Són de color vermellós però no tan vermells com molts dels objectes del cinturó de Kuiper o els planetes menors de Centaure. El damocloide més proper a la terra 2009 HC82 té la velocitat més alta relativa a la terra (282,900 km/h) dels objectes que venen dins 0,5 AU de la Terra.